# Integrative Archäologie
Die Integrative Archäologie ist ein multidisziplinärer Ansatz, der Elemente aus der kulturhistorischen, prozessualen und postprozessualen Archäologie kombiniert, um ein umfassendes Verständnis vergangener Gesellschaften zu schaffen. Diese Methodik setzt auf das Zusammenspiel zeitlicher, räumlicher und sozialer Dimensionen, um historische Verläufe, Ereignisse und Transformationen zu untersuchen.

## Forschungsgeschichte
Der Begriff Integrative Archäologie wird seit etwa 20 Jahren (Stand 2025) in verschiedenen Bereichen verwendet, um interdisziplinäre Studien zu beschreiben (z. B.). Im Jahre 2024 wurde der Begriff definiert, um jene inter- oder multidisziplinäre Studien zu beschreiben, deren theoretische Grundlagen nicht mehr den alten Kategorien wie Prozessualismus (Teil des Strukturalismus) und Postprozessualismus entsprechen. Vielmehr, werden alle Theoriekategorien eingebunden. Institute, die heute diese Forschungsrichtung maßgeblich vorantreiben sind Chicago, Santa Fe, Göteborg und Kiel. Führende Forschende sind zum Beispiel Gary Feinman, Johanna Brinkmann oder Johannes Müller (und sein Team des Sonderforschungsbereichs 1266).

## Beschreibung
Die Integrative Archäologie wurde erst in den letzten Jahren durch neue Entdeckungen und Verbesserungen in der Feldforschung möglich sowie neue bzw. weiterentwickelte Methoden.
Neue Entdeckungen der letzten Jahrzehnte haben zunehmend bestehende Vorstellungen zu historischen Prozessen revidiert. Verbessert wurden Grabungstechnik, Artefaktanalyse, die Siedlungs- und Bestattungsarchäologie, sowie die Sozial- und Umweltforschung. In der Integrativen Archäologie kommen Methoden wie Paläogenetik, Isotopenanalysen, geografische Informationssysteme (GIS) und Bayessche Statistik zum Einsatz. Die Integration empirischer Daten ermöglicht die Überprüfung theoretischer Interpretationen und schränkt den Spielraum für spekulative Annahmen ein, die in früheren archäologischen Modellen üblich waren. Diese schaffen neue wissenschaftstheoretische Diskurse. versucht die Integrative Archäologie, die Widersprüche zwischen strukturellen und poststrukturellen Ansätzen aufzulösen, indem sie vielfältige Daten zur Überprüfung von Hypothesen nutzt. Sie stellt einen reflektierenden Ansatz dar, der verschiedene Forschungstraditionen integriert, um ein ganzheitliches Verständnis der Vergangenheit zu erreichen. Ziel ist es, nuancierte Erzählungen und Modelle zu entwickeln, die die Triebkräfte der menschlichen Anpassung, des kulturellen Wandels und der sozio-ökologischen Interaktionen erhellen.
Der Ansatz konzentriert sich auf „Biografien“ (von Individuen, Gruppen, Landschaften) und „Zeitlinien“ (soziale und ökologische Entwicklungen) und nutzt sie, um miteinander verbundene Erzählungen zu konstruieren. Er berücksichtigt die unterschiedlichen Laufzeiten und Rhythmen historischer Prozesse, von kurzfristigen Ereignissen wie Naturkatastrophen bis hin zu langfristigen klimatischen Veränderungen. In räumlicher Hinsicht werden Maßstäbe von lokalen Siedlungen bis zu globalen Systemen untersucht. In sozialer Hinsicht analysiert sie die Auswirkungen historischer Phänomene auf verschiedene gesellschaftliche Ebenen und Sphären, wie Haushalte, soziale Gruppen und größere Gemeinschaften.
Somit beschäftigt sich die Integrative Archäologie auch mit der dynamischen Beziehung zwischen dem Menschen und seiner Umwelt. Durch die Untersuchung der komplexen Vernetzung von Menschen und der Umwelt können zum Beispiel Rückkopplungsschleifen zwischen ökologischen Zwängen, technologischem Fortschritt und gesellschaftlichem Verhalten identifiziert werden. Diese Perspektive erleichtert die Untersuchung von Transformationen, wie z. B. der gemeinschaftliche Bau von Megalithgräbern im Zusammenhang mit der Landnutzung und der politischen Ökonomie.